# آندری اسمیرنوف (بازیگر)
آندری سرگئیوویچ اسمیرنوف  (روسی: Андpeй Сepгeeвич Смирнов؛ ‏ ۱۲ مارس ۱۹۴۱) بازیگر، کارگردان فیلم و فیلم‌نامه‌نویس اهل روسیه است. او یکی از اعضای هیئت داوران سی و هشتمین دورهٔ جشنواره بین‌المللی فیلم برلین (۱۹۸۸) و همچنین رئیس هیئت داوران جشنواره فیلم ونیز (۱۹۸۹) بود. او در سال ۲۰۰۳ نشان هنرمند مردمی روسیه و در سال ۲۰۱۱ نشان لیاقت میهن‌پرستی و جایزه نیکا را دریافت کرد.
از فیلم‌ها یا مجموعه‌های تلویزیونی که وی در آن‌ها نقش داشته‌است، می‌توان به النا، عنصر نامطلوب و ابله اشاره نمود.